# Courant induit géomagnétiquement
Pour les articles homonymes, voir CIG et GIC.
Un courant induit géomagnétiquement ou CIG (en anglais, geomagnetically induced current ou GIC) est un courant engendré par la météorologie de l'espace qui affecte les conducteurs électriques de grandes longueurs. Le champ magnétique terrestre est influencé par les variations du courant électrique présent dans la magnétosphère ou l'ionosphère.
Lors de grandes variations de ces derniers, un courant électrique est induit dans les conducteurs électriques présents sur terre. Le phénomène n'est perceptible que sur les longs conducteurs comme les lignes à haute tension ou les pipelines.
Ces phénomènes sont particulièrement intenses dans les hautes latitudes, près des pôles.
Les GIC sont la source de divers problèmes : ils provoquent de la corrosion sur les pipelines, endommagent les transformateurs haute tension, perturbent les télécommunications et les réseaux ferroviaires. Ils sont une des nombreuses conséquences possibles des orages magnétiques.

## Contexte
Le champ magnétique terrestre connait des variations suivant différentes échelles de temps. Les variations longues, sur des périodes allant de quelques décennies au millénaire, résultent de la dynamo terrestre : l'effet dynamo appliqué au noyau terrestre.
Des variations géomagnétiques durant de quelques secondes à quelques années ont également lieu. Elles sont dues à des phénomènes dynamiques dans l'ionosphère, la magnétosphère et l'héliosphère liés à la météorologie spatiale et au cycle solaire en particulier.
Ce lien entre champ magnétique et activité solaire est utilisé notamment par la magnétotellurique pour étudier la structure terrestre.
Toutefois, ces courants induits sont avant tout une source de nuisances notamment pour les objets situés sous terre,.

## Description du phénomène

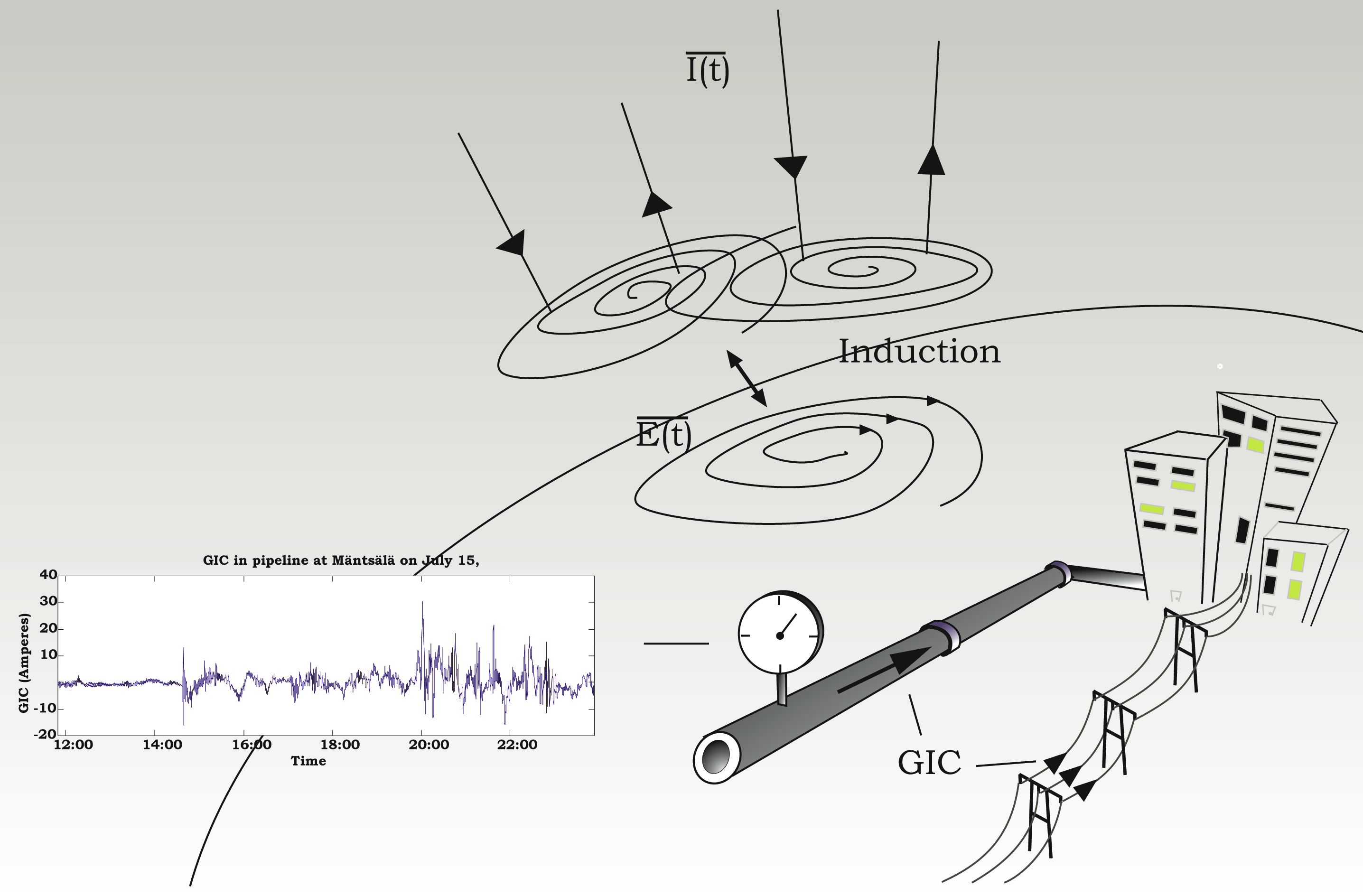
Génération des GIC : une variation du courant présent dans l'ionosphère (I(t)) crée un champ électrique (E(t)), induisant les GIC qui se retrouvent par exemple dans les pipelines.

La variation du champ magnétique terrestre induit un courant tellurique dans la partie conductrice du sol (en profondeur), créant lui-même en réaction un champ magnétique suivant la loi de Lenz-Faraday.
Ce champ à la surface, mesuré en V/km, induit à son tour un courant proche de la surface : les GIC qui s'écoulent dans les conducteurs à proximité comme les pipelines, les lignes électriques, de téléphone, les rails ou les câbles de communication.
Ces courants bien qu'alternatifs sont souvent décrits comme quasi-continus, leur fréquence étant faible, comprise entre 0,001 et 1 Hz à comparer aux 50 ou 60 Hz du réseau électrique.
Les GIC présentent un risque pour les installations s'ils sont fréquents et/ou de forte amplitude. Leurs valeurs sont influencées par la topologie du conducteur électrique dans lequel ils s'induisent.
Les plus fortes amplitudes adviennent lors des plus fortes variations de courant dans l'ionosphère et la magnétosphère, qui sont la conséquence d'orages magnétiques.
La durée de ces variations est typiquement comprise entre quelques secondes et une heure, le processus d'induction implique le manteau et la lithosphère.
Les plus forts champs magnétiques sont observés dans les hautes latitudes magnétiques, en conséquence la présence de GIC est surveillée par les réseaux électriques canadiens et scandinaves depuis les années 1970.
Des GIC allant de 10  à   100 ampères ont été observés.
Durant les orages magnétiques de forte amplitude, des GIC ont également été mesurés aux latitudes moyennes.
Un risque dans les régions de basse latitude n'est pas à exclure, par exemple lors d'un orage situé du côté ensoleillé de la Terre, démarrant soudainement avec une période de variation faible.

## Découverte et prise de conscience du problème
Le phénomène est connu depuis les années 1850, quand on remarqua que les lignes de télégraphe pouvaient parfois fonctionner durant les orages magnétiques sans alimentation ou bien quand la liaison était brouillée par l'influence des GIC. Ainsi l'orage magnétique de septembre 1859 produisit des perturbations dans l'ensemble du système télégraphique européen. À l'époque on parlait de « celestial battery » (batterie céleste).
La relation entre les phénomènes magnétiques dans le sol, les aurores polaires et le soleil a été démontrée dès la fin du XIXe siècle. Enfin la conquête spatiale dans les années 1950 permit de mesurer et de comprendre en détail les différentes interactions.
Une importante éruption solaire causa le 13 mars 1989 une coupure d'électricité dans le réseau d'Hydro-Québec. En l'espace de quelques secondes, les relais de protection du réseau se sont déclenchés en cascade sans raison apparente. Six millions d'utilisateurs ont été privés d'électricité pendant 9 heures. Cela a fait prendre conscience aux gestionnaires du réseau de l'importance du problème,.
Une autre coupure de courant due au GIC eut lieu à Malmö le 30 octobre 2003. Les relais de protection trop sensibles à la troisième harmonique de la tension sont en cause.

## Influence sur le réseau électrique
Les lignes à haute tension permettent d'acheminer l'électricité depuis les centrales électriques vers les consommateurs. Pour limiter les pertes, la tension est élevée et la résistance des lignes la plus faible possible, mais cette faible résistance est favorable à la création de GIC.
Les transformateurs sont particulièrement sensibles au courant continu ou quasi-continu, qui les alimente. Le courant induit géomagnétiquement entre dans les enroulements du transformateur puis ressort par sa connexion à terre, étant continu donc homopolaire. Il engendre au passage une magnétisation supplémentaire qui, pendant les demi-cycles au cours desquels la magnétisation du courant alternatif est dans la même direction, peut saturer le noyau du transformateur. Cette saturation, en plus de produire des harmoniques qui déforment le courant et consomment de la puissance réactive, conduit à un échauffement du circuit magnétique du transformateur et à une détérioration de celui-ci en général. Par ailleurs le flux de fuite du transformateur augmente également.
Par ailleurs la puissance réactive doit être compensée, sous peine d'avoir une chute de tension,. En fonction du type de transformateur, les GIC peuvent poser plus ou moins de problèmes. Une conception adaptée peut permettre au transformateur de supporter de forts courants continus. Le risque est réel, ainsi entre 2003 et 2004, plusieurs transformateurs sud-africains, dont certains à la centrale thermique de Lethabo, durent être mis hors service : des défaillances importantes ont été découvertes : échauffements, défauts dans les enroulements.
Depuis la panne de 1989, les sociétés gérant les réseaux électriques nord-américaines, britannique et du nord de l'Europe ont conduit une politique d'évaluation des risques et de mesure tout en tentant de minimiser les conséquences des GIC.
Des solutions ont été trouvées. Par exemple, l'installation d'un condensateur entre le point de neutre du transformateur et la terre permet de filtrer le courant continu (appelé blocking system en anglais). En comparaison avec une déconnexion pure et simple du point de neutre du transformateur de la terre, les blocking system ont l'avantage d'être transparents pour le réseau en cas d'absence de courant continu. Il n'est donc pas nécessaire d'ajouter de l'isolation au neutre.
Ce système a toutefois le défaut de ne faire que contourner le problème, le courant continu présent dans la ligne va tout de même retourner à la terre mais par un point de neutre différent, typiquement en traversant un transformateur non équipé d'un Blocking System.
Un changement de stratégie de maintenance est également possible. Des dispositifs permettant de répondre rapidement à l'augmentation de la puissance réactive peuvent être envisagés, par exemple de type FACTS, ou simplement grâce aux centrales électriques. Enfin une réduction de la charge peut également être envisagée, mais cette solution n'est pas efficace, les GIC étant d'un autre ordre de grandeur que le courant magnétisant du transformateur.
Toutefois la plupart de ces solutions sont chères ou peu pratiques.
Les stations connectant de nombreuses lignes sont plus sensibles, les GIC des différentes lignes s'additionnant.
On a longtemps cru que les transformateurs à trois colonnes bobinés sans colonne de retour de flux, n'offrant pas de chemin de retour pour le flux homopolaire, étaient insensibles aux effets des GIC. Les expériences en Afrique du Sud ont démontré le contraire. Les inductances connectées à la terre sont également vulnérables aux GIC.
Pour comprendre le comportement des GIC dans le réseau, une étude en courant quasi-continu doit être menée.
Elle doit être combinée à une étude géophysique de la terre, afin de déterminer le champ électrique en surface. Ainsi un sol avec une forte résistivité sous la station ou la proximité de la mer empire le phénomène.
Il faut pour cela modéliser la conductivité de la terre et la source de courant dans l'ionosphère.
La complexité du réseau électrique, de la source de courant et du modèle pour la conductivité de la terre rendent toutefois les résultats peu précis, quoiqu'assez fidèle.
L'analyse des orages magnétiques de forte amplitude permet cependant de connaître les points faibles du réseau, de créer des scénarios et finalement d'envisager des mesures adaptées.
Les gestionnaires de réseau concernés suivent la météorologie spatiale afin d'être prêts pour les événements critiques sans pour autant prendre des mesures disproportionnées en temps normal.
Les prévisions permettent actuellement d'anticiper les éjections de masse coronale (CME) de un à trois jours à l'avance. Cette durée dépendant de la vitesse de l'éjection.
Par la suite, le vent solaire est mesurée par un satellite au point de Lagrange. Son changement brutal précède la CME d'environ 20 à 60 minutes. Entre l'émission de la CME par le soleil et l'apparition des GIC sur terre, s'écoule un délai d'environ trois jours,.

## Influence sur les pipelines

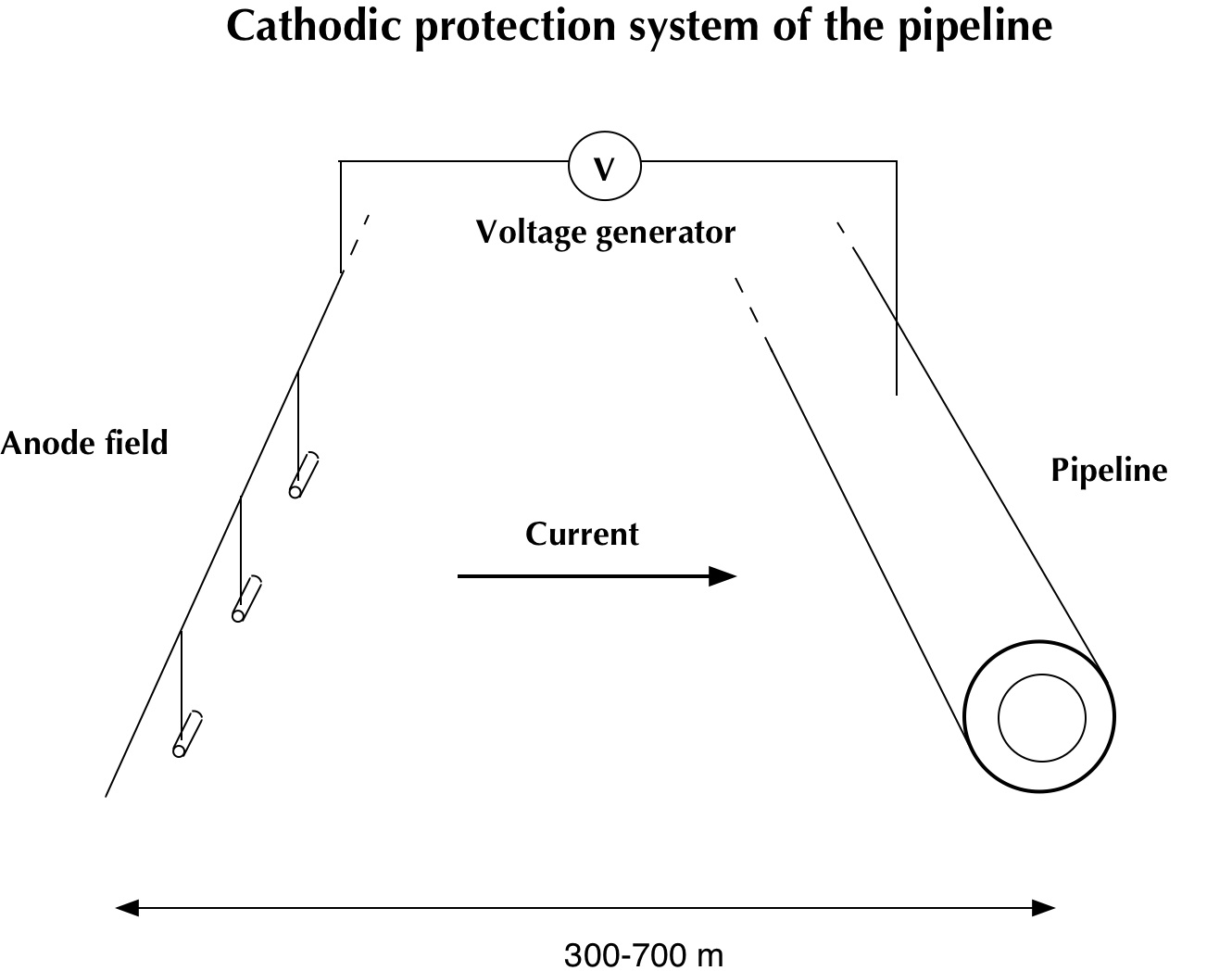
Illustration de la protection cathodique d'un pipeline.

Les pipelines sont à la fois nombreux et généralement extrêmement longs, ils sont donc victimes des GIC. Ils sont construits en acier afin de contenir le liquide sous haute pression, et sont protégés de la corrosion par une enveloppe.
Des dommages dans cette couche de protection peuvent permettre à l'air ou au sol d'entrer en contact avec l'acier, produisant de la corrosion.
Une protection cathodique est utilisée pour minimiser ce problème. Elle maintient le tube à un potentiel négatif par rapport au sol.
La valeur de ce potentiel est déterminée par les propriétés électro-chimiques du sol en contact avec le tube.
Les GIC causent des oscillations de ce potentiel tube-sol et aggravent ainsi la corrosion, provoquant une usure prématuré du pipeline.
Le réseau de pipeline peut être modélisé de manière similaire au réseau électrique, par exemple en modélisant le potentiel pipe-sol à chaque point du tube,.
Ce modèle est assez complexe, chaque embranchement, chaque coude doit être modélisé, tout comme l'isolation électrique entre chaque section du pipeline,.
Les GIC peuvent également fausser les mesures de contrôle des protections cathodiques.